# Al Said (2007)
Al Said (arabsky آل سعيد, Al Saʿíd) je ománská královská jachta, která je součástí královské eskadry ománského královského námořnictva. Ve službě nahradila stejnojmennou jachtu Al Said z roku 1982. Jejím stálým doprovodem je výsadková a zásobovací loď Fulk Al Salamah (L3). Ke konci roku 2019 byla pátou nejdelší jachtou světa.

## Stavba
Plavidlo bylo postaveno německou loděnicí Lürssen Yachts pod krycím označením projekt Sunflower. Exteriér jachty navrhl Espen Oeino a interiér společnost Redman Whiteley Dixon.

## Konstrukce
Plavidlo má ocelový trup a hliníkové nástavby. Pohonný systém dosahuje výkonu 16 399 kW. Nejvyšší rychlost dosahuje 25 uzlů. a cestovní 14,5 uzlu.

## Galerie

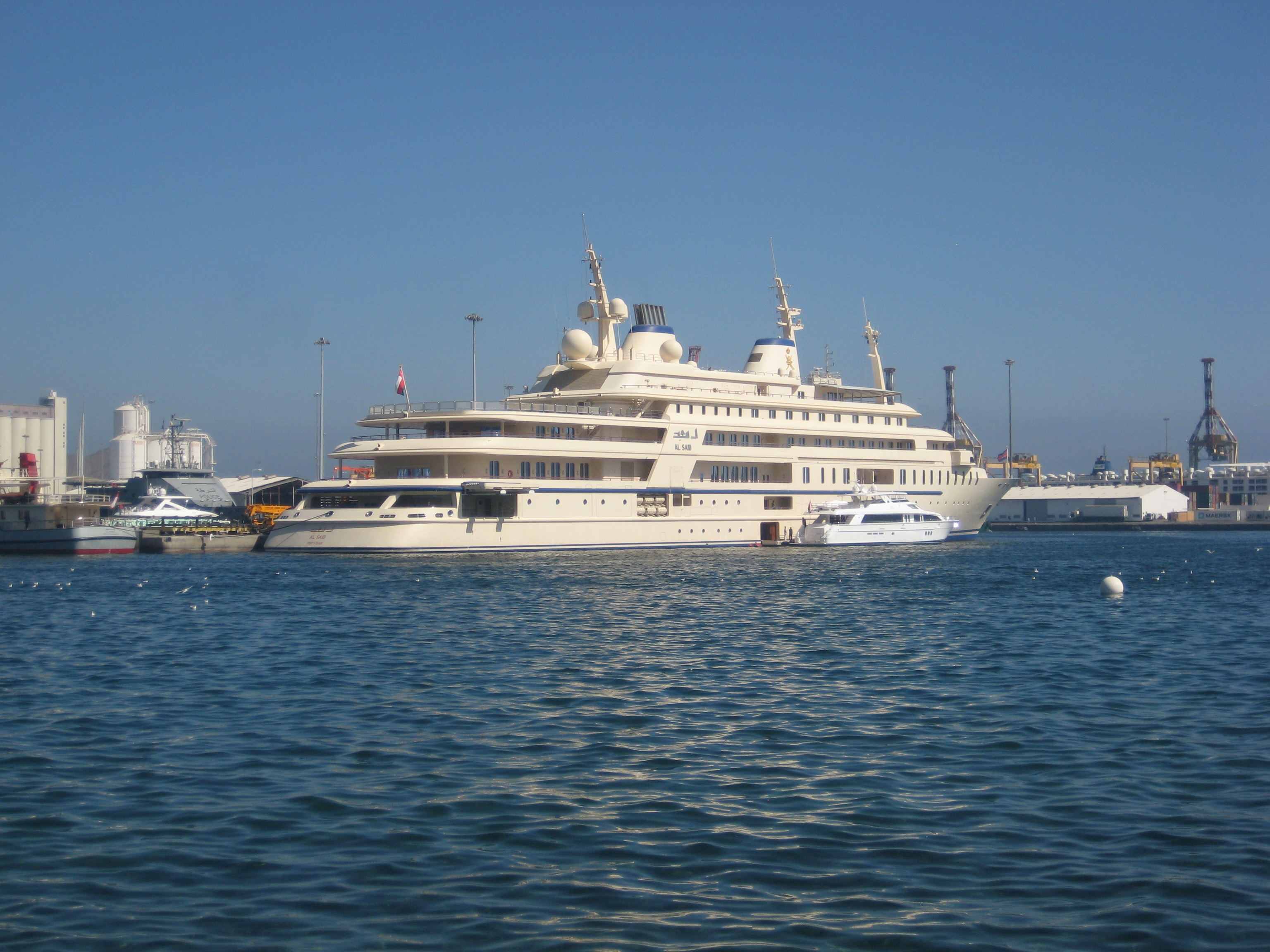
Al Said
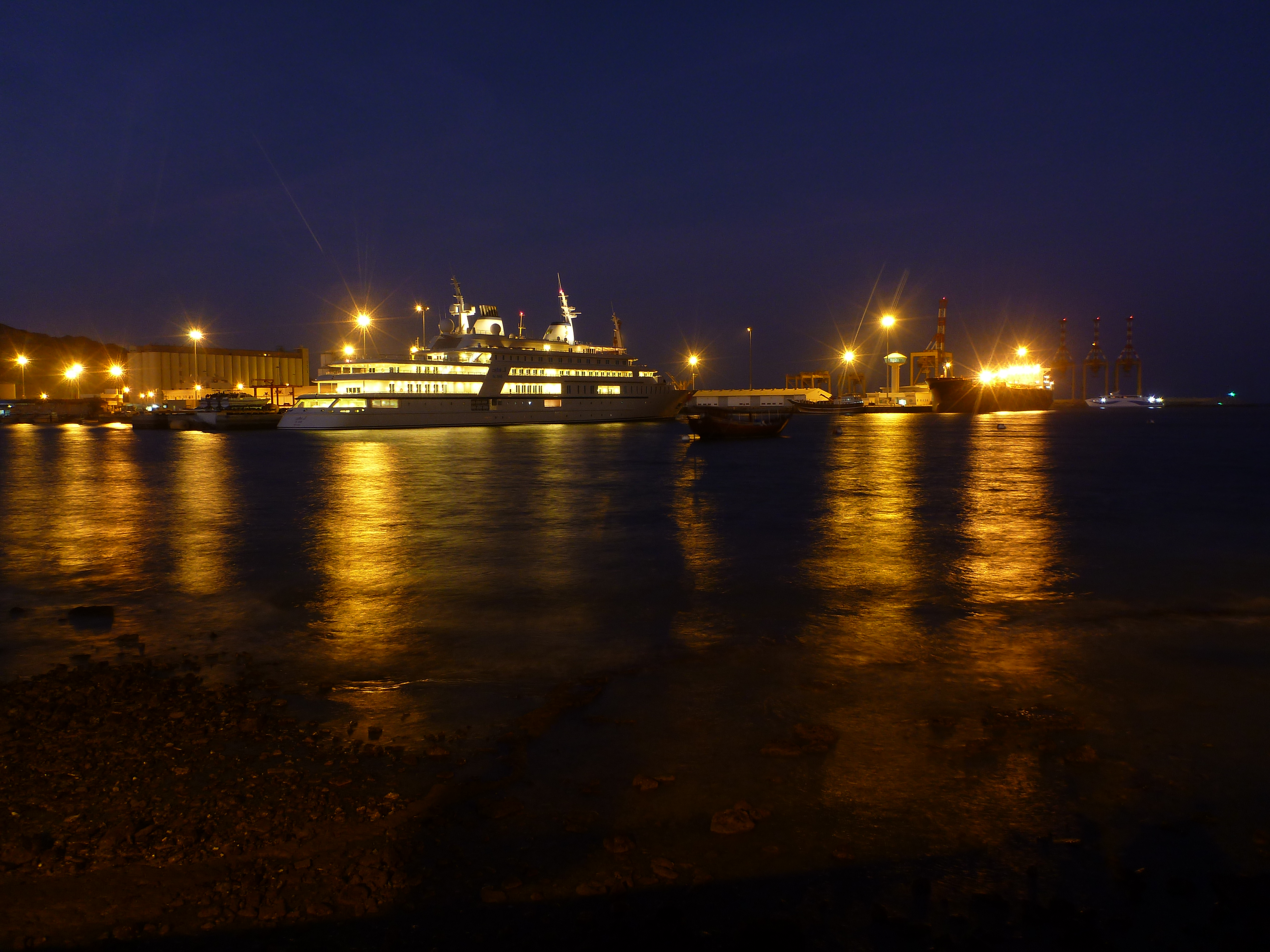
Al Said